# 시즈카 고젠

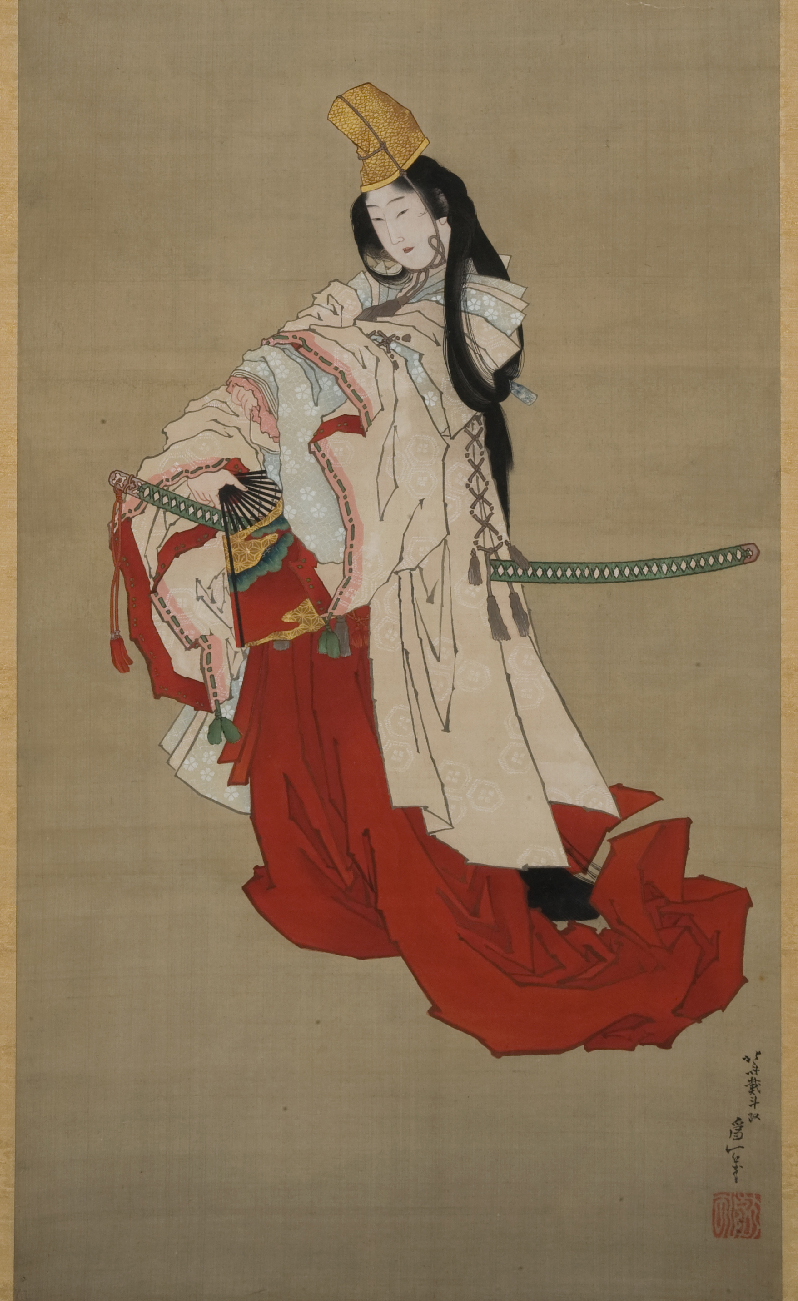
니쿠히츠화로 묘사된 시라뵤시 차림의 시즈카 고젠. (카츠시카 호쿠사이 그림. 호쿠사이관 소장. 분세이 3년 (1820년) 경)

시즈카 고젠(일본어: 静御前 しずかごぜん[*], 생몰년 미상)은 헤이안 시대 말기부터 가마쿠라 시대 초기에 걸쳐 산 여성 시라뵤시이다. 어머니는 시라뵤시 이소노젠지이다. 미나모토노 요시츠네의 첩이다.

## 생애
『아즈마카가미(吾妻鏡)』에 따르면, 겐페이 전쟁 후, 형 미나모토노 요리토모와 대립했던 요시츠네가 교토를 떠나 규슈로 향할 때 동행하지만, 요시츠네의 선단은 폭풍우에 조난당해 기슭으로 되돌아간다. 요시노에서 요시츠네와 헤어져 교토로 돌아왔다. 그러나 도중에 종자에게 소지품을 빼앗기고 산중을 헤메던 중, 산승에게 붙잡혀 교토의 호죠 토키마사에게 인도되어, 분지 2년 (1186년) 3월에 어머니 이소노젠지와 함께 가마쿠라로 보내졌다.

같은 해 4월 8일, 시즈카는 요리토모에 츠루가오카하치만구샤 앞에서 시라뵤시 춤을 명령받았다. 시즈카는 
しづやしづ しづのをだまき くり返し 昔を今に なすよしもがな
（倭文（しず）の布を織る麻糸をまるく巻いた苧（お）だまきから糸が繰り出されるように、たえず繰り返しつつ、どうか昔を今にする方法があったなら）

외문의 천을 짜는 삼베실을 둥글게 감은 모시타마키에서 실이 나오듯이 끊임없이 반복하면서 제발 옛날을 지금으로 만드는 방법이 있었다면
吉野山 峰の白雪 ふみわけて 入りにし人の 跡ぞ恋しき
（吉野山の峰の白雪を踏み分けて姿を隠していったあの人（義経）のあとが恋しい）

요시노산 봉우리의 흰 눈을 헤치고 모습을 숨겨간 그 사람 (요시츠네)의 흔적이 그립다

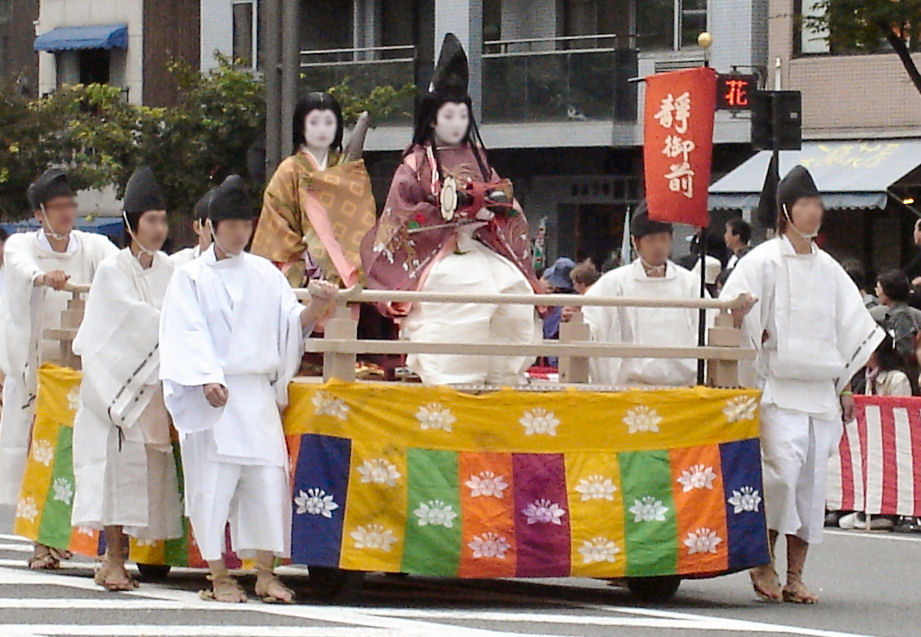
지다이마츠리에서의 분장

라고 요시츠네를 사모하는 노래를 불러 요리토모를 격분시키는데, 아내 호죠 마사코가 "내가 그녀의 입장이라도 저렇게 부르겠지요"라고 말하여 목숨을 건졌다. 『아즈마카가미(吾妻鏡)』에서는 시즈카의 춤 장면을 "정말 이 사단의 장관, 대들보 위의 먼지가 거의 움직여야 하며, 상하 모두 흥미를 불러일으킨다"고 극찬했다.
이 때, 시즈카는 요시츠네의 아이를 임신하고 있었으며, 요리토모는 "딸이라면 도와주되, 아들이라면 죽여라"고 명했다. 윤7월 29일, 시즈카는 아들을 낳았다. 아다치 키요츠네가 아이를 데려가려 했지만, 시즈카가 울부짖으며 놓지 않았다. 이소노젠지가 아이를 빼앗아 키요츠네에게 건넸고, 갓 태어난 아이는 유이가하마에 가라앉았다.
9월 16일, 시즈카와 이소노젠지는 교토로 돌아갔다. 연민을 느낀 마사코와 오오히메가 많은 보물을 주었다고 한다. 그 후의 소식은 알려진 바가 없다.

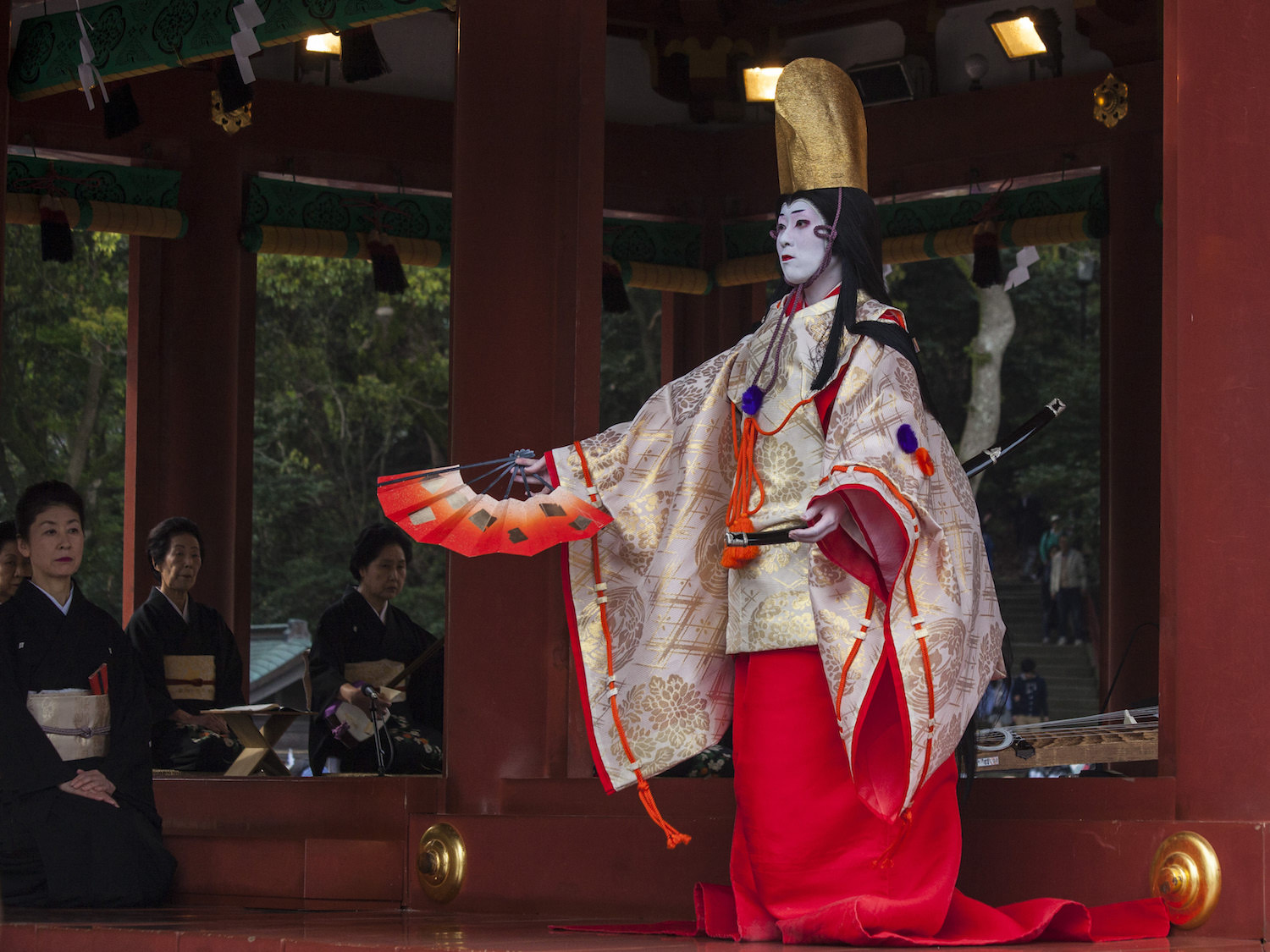
시즈카노마이 (츠루가오카하치만구. 2015년 4월 12일 촬영)
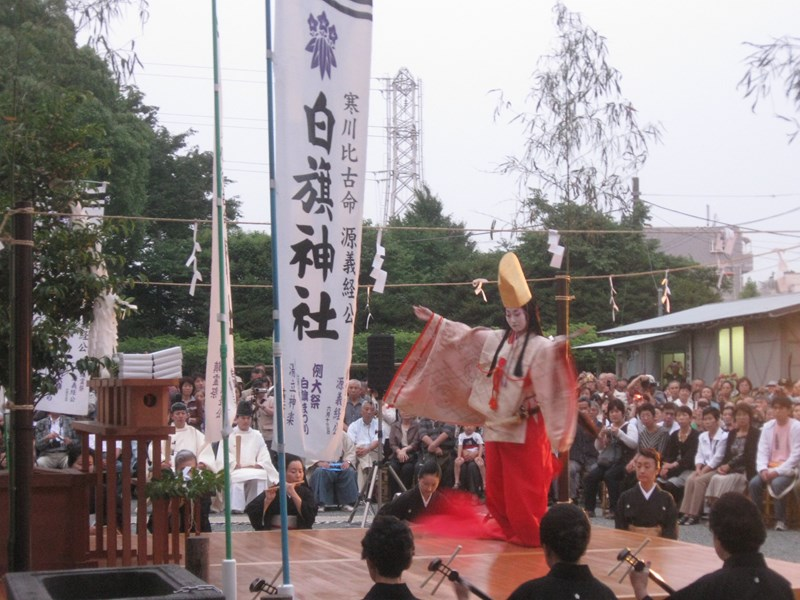
시즈카노마이 (후지사와시의 시라하타 신사. 2009년 6월 13일 촬영)

## 관련 작품

### 노
- 후나벤케이 - 요시츠네와 시즈카의 이별을 다룬 노. 후에 가부키화도 된다.
- 니닌시즈카 (요곡) - 산반메모노의 요곡. 시즈카고젠의 영이 갈아탄 와카나츠미온나(츠레)와 시즈카고젠의 영혼 (시테)가 같은 모습으로 함께 춤을 춘다.

### 무용
- 천한 오다마키 (천한 모시환) - 요리토모에 츠루가오카하치만구샤 앞에서 시라뵤시 춤을 명령받은 장면을 나타낸 일본무용
- 니닌시즈카 (5대 반토 타마사부로) - 5대 반토 타마사부로가 요곡을 기반으로 작성한 무용. 2019년 예술제 10월 대가부키에서 공연

### 영화
- 시즈카고젠 (1938년) - 배우 야마다 이스즈
- 신 헤이케모노가타리 시즈카와 요시츠네 (1956년) - 감독 시마 코우지, 배우 아와시마 치카게

### TV드라마
- 미나모토노 요시츠네 (1966년, NHK대하드라마) - 배우 후지 스미코
- 풀이 불탄다 (1979년, NHK대하드라마)  - 배우 유리 치카코
- 미나모토노 요시츠네 (1990년, TBS) - 배우 사와구치 야스코
- 미나모토노 요시츠네 (1991년, 니혼테레비) - 배우 야스다 나루미
- 무사시보벤케이 (1997년, 테레비아사히) - 배우 히나가타 아키코
- 요시츠네 (2005년, NHK대하드라마)  - 배우 이시하라 사토미
- 가마쿠라도노의 13인 (2022년, NHK대하드라마) - 배우 이시바시 시즈카

### 가요곡
- 장편 가요 낭곡 마이히메 시즈카고젠 (미나미 하루오)

### 서적/만화
- 하늘보다도 별보다도 - 주인공이 시즈카고젠의 환생이었기 때문에, 비극적인 최후를 마치게 된다.
- 시즈카고젠ㆍ하야치미네 절창 - 시즈카고젠의 여성성을 표현한 요시츠네와의 도피행 여행을 담은 리얼 소설. (투원라이프 발행)
- 이와테의 겐지사 - 이와테현의 시즈카고젠 전설을 풀어낸 내용 (타이요쇼보 발행)

### 게임
- SAMURAI SPIRITS - 플레이어와 대전하는 UPC 전용 캐릭터로 등장. 요시츠네의 그림자를 찾아 망령이 되지만, 플레이어 손에 의해 승화된다. 그녀가 부른 두 수의 노래도 등장했다.

## 같이 보기
- 꽃대
- 고쿠테츠 7100형 증기 기관차 - 1885년, 증비기에 "静"이라는 애칭이 붙었다. 현재 기차 차체에는 "시즈카(しづか)"라고 쓰여있다.
- 하츠네히메 - 미에현 시마시에 전해지는 같은 형태의 전승
- 테코나 - 치바현에 전해지는 같은 형태의 전승
- 나기나타 - 칼신의 품이 가늘고 휘어짐이 적은 것을 시즈카고젠에서 나와 "시즈카카타치"라고 부른다